# James A. Roosevelt
James Alfred Roosevelt (New York, 13 giugno 1825 – New York, 15 luglio 1898) è stato un imprenditore e filantropo statunitense.

## Biografia
Era il figlio di Cornelius Roosevelt, e di sua moglie, Margaret Barnhill. Era zio del presidente Theodore Roosevelt.

## Carriera
Roosevelt divenne un socio della ditta di suo padre, Roosevelt & Son, all'età di vent'anni, e alla fine gli successe come capo. Era anche vice presidente della Chemical Bank di New York, presidente della Broadway Improvement Company, vice presidente della Banca di risparmio, membro del consiglio di amministrazione di Delaware e Hudson Canal Company e direttore del New York Life Insurance Trust.
Era un fiduciario della Society for Prevention of Cruelty to Children e del New York Board of Park Commissioners durante l'amministrazione di William Lafayette Strong. Era presidente del Roosevelt Hospital, fondato dal suo lontano cugino James H. Roosevelt.

## Matrimonio
Sposò, il 22 dicembre 1847, Elizabeth Norris Emlen (1825–1912), la figlia di William Fishbourne Emlen. Ebbero quattro figli:
- Mary Emlen Roosevelt (1848–1885);
- Leila Roosevelt (1850–1934)[5], sposò Edward Reeve Merritt[3][6][7];
- Alfred Roosevelt (1856–1891), sposò Katherine Lowell[4];
- William Emlen Roosevelt (1857–1930), sposò Christine Griffin Kean[4].

## Morte
Morì il 15 luglio 1898 vicino a Mineola, New York, mentre saliva su un treno per tornare a Oyster Bay.